# 女神のアンテナ
『女神のアンテナ』（めがみのアンテナ）は、テレビ朝日系列で2007年11月5日から2008年8月25日まで毎週月曜 19:00 - 19:54に放送されていたバラエティ番組。島田紳助の冠番組である。

## 番組概要
当初は紳助が毎週スタジオに女性8人を集め、男の本性や女の本音についてVTRを見ながらトークする番組としてスタートした。番組タイトルはここに由来し、女性ゲストは「女神」と呼ばれていた。
2008年3月17日オンエアの2時間スペシャルから「激安ツアー検証」と銘打ち、パッケージツアーを芸能人夫婦が体験するというスタイルの旅番組にリニューアルされた。これに伴い、スタジオのゲストも夫婦2～3組+女性タレント2人に変更された。

## 出演者

### 司会
- 島田紳助
- 村上信五（関ジャニ∞）

### ナレーション
- 滝口順平
- 奥田民義
- 山県さとみ

## 備考
- 新聞のテレビ番組欄では「紳助×女神のアンテナ」と表記されることがあった。

## 放送局
- 前番組『美味紳助』に引き続き、全編ローカルセールスのため、テレビ朝日以外の通常時同時ネット局でも、局の編成の都合で臨時に遅れネットまたは非ネットとする場合があった。

| 地域           | 放送局                       | 系列           | 放送日時             | ネット状況 |
| -------------- | ---------------------------- | -------------- | -------------------- | ---------- |
| 関東広域圏     | テレビ朝日（EX）             | テレビ朝日系列 | 月曜日 19:00 - 19:54 | 【制作局】 |
| 北海道         | 北海道テレビ（HTB）          | テレビ朝日系列 | 月曜日 19:00 - 19:54 | 同時ネット |
| 青森県         | 青森朝日放送（ABA）          | テレビ朝日系列 | 月曜日 19:00 - 19:54 | 同時ネット |
| 岩手県         | 岩手朝日テレビ（IAT）        | テレビ朝日系列 | 月曜日 19:00 - 19:54 | 同時ネット |
| 宮城県         | 東日本放送（KHB）            | テレビ朝日系列 | 月曜日 19:00 - 19:54 | 同時ネット |
| 秋田県         | 秋田朝日放送（AAB）          | テレビ朝日系列 | 月曜日 19:00 - 19:54 | 同時ネット |
| 山形県         | 山形テレビ（YTS）            | テレビ朝日系列 | 月曜日 19:00 - 19:54 | 同時ネット |
| 福島県         | 福島放送（KFB）              | テレビ朝日系列 | 月曜日 19:00 - 19:54 | 同時ネット |
| 新潟県         | 新潟テレビ21（UX）           | テレビ朝日系列 | 月曜日 19:00 - 19:54 | 同時ネット |
| 長野県         | 長野朝日放送（abn）          | テレビ朝日系列 | 月曜日 19:00 - 19:54 | 同時ネット |
| 静岡県         | 静岡朝日テレビ（SATV）       | テレビ朝日系列 | 月曜日 19:00 - 19:54 | 同時ネット |
| 石川県         | 北陸朝日放送（HAB）          | テレビ朝日系列 | 月曜日 19:00 - 19:54 | 同時ネット |
| 東海3県        | 名古屋テレビ（メ〜テレ/NBN） | テレビ朝日系列 | 月曜日 19:00 - 19:54 | 同時ネット |
| 近畿地方       | 朝日放送（ABC）              | テレビ朝日系列 | 月曜日 19:00 - 19:54 | 同時ネット |
| 広島県         | 広島ホームテレビ（HOME）     | テレビ朝日系列 | 月曜日 19:00 - 19:54 | 同時ネット |
| 山口県         | 山口朝日放送（yab）          | テレビ朝日系列 | 月曜日 19:00 - 19:54 | 同時ネット |
| 香川県・岡山県 | 瀬戸内海放送（KSB）          | テレビ朝日系列 | 月曜日 19:00 - 19:54 | 同時ネット |
| 愛媛県         | 愛媛朝日テレビ（eat）        | テレビ朝日系列 | 月曜日 19:00 - 19:54 | 同時ネット |
| 福岡県         | 九州朝日放送（KBC）          | テレビ朝日系列 | 月曜日 19:00 - 19:54 | 同時ネット |
| 長崎県         | 長崎文化放送（ncc）          | テレビ朝日系列 | 月曜日 19:00 - 19:54 | 同時ネット |
| 熊本県         | 熊本朝日放送（KAB）          | テレビ朝日系列 | 月曜日 19:00 - 19:54 | 同時ネット |
| 大分県         | 大分朝日放送（OAB）          | テレビ朝日系列 | 月曜日 19:00 - 19:54 | 同時ネット |
| 鹿児島県       | 鹿児島放送（KKB）            | テレビ朝日系列 | 月曜日 19:00 - 19:54 | 同時ネット |
| 沖縄県         | 琉球朝日放送（QAB）          | テレビ朝日系列 | 月曜日 19:00 - 19:54 | 同時ネット |
| 富山県         | 富山テレビ（BBT）            | フジテレビ系列 | 土曜日 13:00 - 13:55 | 遅れネット |
| 鳥取県・島根県 | 山陰放送（BSS）              | TBS系列        | 不定期放送           | 遅れネット |

## スタッフ
- 構成：そーたに、工藤ひろこ、小山協子、北本かつら、興津豪乃、一色秋三郎
- リサーチ協力：スコープ、プラモ、ビスポ、フォーミュレーション、ウォークアソシエイツ、ニューズクリエイト
- TD：福元昭彦
- カメラ：有泉重正
- 音声：新井八月
- 映像調整：北原伸之
- 照明：弓削和幸
- 音効：加藤つよし（ランブル・ビー）
- 美術デザイン：井磧伸介
- 美術進行：金原典代、山本和記
- 大道具：松本寿久
- 小道具：長谷川剛
- 電飾：山中正喜
- モニター：小材剣吾
- 装置：藤江修平
- フードコーディネイト：尾身奈美枝
- メイク：津留ルミ子
- CGタイトル：横井勝、形部まり子
- 編集：明官充（IMAGICA）
- MA：岩野博昭（IMAGICA）
- ロケ技術：SWISH JAPAN
- TK：高橋由佳
- 編成：村上浩一、西村裕明
- 広報：石野貴、畑田紘孝
- デスク：坂本あかり
- AP：佐野敬信、浅倉清美、田畑まなみ、柳橋弘紀
- ディレクター：船引貴史、福元洋之、石川裕子、尾崎敦朗、松本貴利、郷力大也、福岡雅秀、奈良順也
- プロデューサー：林雄一郎、粟井誠司、石田優子
- ブレーン：高橋章良（エックスワン）
- 演出・プロデューサー：伊東寛晃
- チーフプロデューサー：藤井智久
- 協力：東京オフラインセンター、リトルベア
- 制作協力：vivia、共同テレビジョン
- 制作著作：テレビ朝日

### 過去のスタッフ
- プロデューサー：鈴木忠親
- AP：馬場淳之
- 広報：中嶋哲也